# جوزيف فحمة
جوزيف مكسيموس فحمة (مواليد 4 أبريل 1924 في حلب – توفي في 27 مارس 2025 في باريس) هو كاهن ومرتل سوري-فرنسي من الكنيسة الملكية الكاثوليكية، اشتهر بمساهمته في الموسيقى الليتورجية البيزنطية.

## السيرة
ولد الأب جوزيف في مدينة حلب، وأرسلته عائلته إلى القدس وهو في الثانية عشرة من عمره ليتلقى تعليمه الكهنوتي في معهد القديسة حنّة، حيث تلقى تدريبه الديني والموسيقي الأول، ودرس الموسيقى الليتورجية البيزنطية. التحق لاحقًا بالمعهد الإكليريكي الكبير، وكان يرتاد كنيسة القيامة حيث تأثر بأداء المرتلين بابادوبولوس من إسطنبول، وإفلابيوس من أثينا، وبدأ بتقليدهما قبل أن يطور أسلوبه الخاص.
في عام 1949 عاد إلى حلب، وسيم كاهنًا باسم "مكسيموس" في 29 يونيو، ثم عُيّن مديرًا لمدرسة القديس نيقولاوس. عام 1955، سافر إلى باريس لدراسة العلوم الاجتماعية الدينية في المعهد الكاثوليكي الفرنسي، ثم عاد إلى حلب عام 1958 وقاد جوقة بيزنطية مختلطة مؤلفة من 50 شخصًا حتى عام 1965.
عاد إلى باريس عام 1965 لاستكمال دراسته العليا، وهناك بدأ بقيادة جوقة كنيسة سان جوليان لوبوفر (Saint-Julien-le-Pauvre)، إحدى أقدم كنائس العاصمة، والتي تقع قرب كاتدرائية نوتردام. عمل لفترة أيضًا كمذيع في إذاعة مونت كارلو الفرنسية باسم "نبيل يوسف"، ثم استقر في باريس.
سجل العديد من الأقراص المدمجة مع زميله الفني الفرنسي "فريديريك تافيرنييه-فيلاس" أهمها قرص حلب خالدة و قرص ترانيم السيدة العذراء حملت هذه الأقراص غلاف بصورة قلعة حلب ومثلت فنونها الترنيمية البيزنطية القديمة ونقلتها للعالم الغربي. حصد على الجائزة الذهبية من أكاديمية الأقراص الغنائية Académie du disque lyrique في فرنسا وذلك عام 2011 حينما بلغ عمره 87 سنة. 
نال لقب أرشمندريت تقديرًا لأعماله الدينية والموسيقية.

## الأسلوب الموسيقي
تميّز أداؤه في الترتيل الكنسي بروحانية عميقة وجاذبة، حيث كان يستقطب أسبوعيًا جمهورًا واسعًا من مختلف الخلفيات، متأثرين بجمالية الموسيقى وانسجامها الروحي والعقلي.

## تسجيلات
| العنوان                            | الإنتاج         | سنة الإصدار | سنوات التسجيل | ملاحظات                                                           |
| ---------------------------------- | --------------- | ----------- | ------------- | ----------------------------------------------------------------- |
| ترانيم بيزنطية من الشرق: أنثولوجيا | Psalmus PSAL001 | ©2008       | ℗2003–2007    | اختيار مجلة La Revue du Son، أكتوبر 2008؛ أول إصدار لشركة Psalmus |
| تراتيل للعذراء: ترنيمة البراكليسي  | Psalmus LIT 002 | ©2010       | ℗2010         |                                                                   |
| ترنيمة الأكاثيست: التقليد السوري   | Psalmus LIT 003 | ©2014       | ℗2011         |                                                                   |
| حلب الخالدة: ترنيم بيزنطي من سوريا | Psalmus PSAL026 | ©2017       | ℗2007–2010    |                                                                   |

## الوفاة
أصيب بفيروس كورونا في سن الـ97، وتعافى منه، لكنه أصيب لاحقًا بمرض الزهايمر وتوفي في باريس بتاريخ 27 مارس 2025 عن عمر ناهز 101 عامًا.

## وصلات خارجية
- https://www.youtube.com/watch?v=sQcAWwrbgmY
- https://www.youtube.com/watch?v=f8Z38bVkTk4
- https://www.youtube.com/watch?v=L62vr7tF4JE
- https://www.youtube.com/watch?v=mZWmM_VSIok